# René Largillière
René Largillière est un avocat et un historien français.

## Biographie
René Largillière (René-Henri-Vital Largillière à l'état-civil) est né le 9 septembre 1891 à Beauvais (Oise). Il décède le 30 septembre 1926, à l'âge de 35 ans.
Cette disparition prématurée (sans doute provoquée par une tuberculose généralisée) est qualifiée de « perte irréparable pour les études d'histoire religieuses en Bretagne » par Joseph Loth. Ses notes se trouvent à la Bibliothèque de la faculté de Rennes, conformément à ses volontés.

### L'avocat
Il mène deux cursus de front, l'un en lettres par goût personnel, l'autre en droit pour répondre davantage aux aspirations de son père Henri Largillière, qui était avoué au tribunal de Beauvais. Il obtient la licence dans les deux disciplines et devient avocat au barreau de Beauvais.
Sa carrière est suspendue en raison de ses obligations militaires. En 1912, il entame son service militaire qui est interrompu par la Première Guerre mondiale à laquelle il prend part comme cuirassier (4e régiment de Cambrai) et où il se révèle comme meneur. En 1918, il est sous-lieutenant et cité comme « excellent officier ».
À l'issue de la guerre, il reprend son métier d'avocat et participe aux activités des Anciens Combattants.

### L'historien de laBretagnechrétienne des origines
Il fréquentait la Bretagne dans son enfance. Ses parents louaient chaque été une villa à Saint-Efflam en Plestin-les-Grèves (Côtes-d'Armor) et c'est là qu'il se prit sans doute de passion pour les saints bretons. Dans le cadre de sa préparation à la licence de lettres, il suit les conférences de Ferdinand Lot sur la vie des saints bretons (Ve – Xe siècles) à l'École des hautes études dans les années 1908-1910. Il y rencontre notamment André Oheix.
À la même époque, il figure parmi les élèves de Joseph Loth, du Collège de France, qui devient par la suite son directeur de thèse sur les saints et l'organisation chrétienne primitive dans l'Armorique bretonne. Il soutient sa thèse à la Faculté des Lettres de Rennes le 15 mai 1925. Il obtient la mention suprême de « très honorable ». La thèse est éditée dès la même année. Elle constitue toujours une référence, tant pour la méthode que les conclusions qu'il a dégagées sur le système d'organisation du territoire par les Bretons du haut Moyen Âge, nouvellement installés en Armorique. Si elle a subi certaines critiques légitimes dues au progrès de la connaissance depuis en ce domaine, elle fait l'objet d'une réédition en 1995. Dans sa préface, Bernard Tanguy rend un hommage appuyé aux recherches de son prédécesseur qui restent « très largement valables ». Erwan Vallerie, dans ses travaux sur les paroisses primitives bretonnes, se présente également comme continuateur de Largillière. Ainsi, écrit-il à son sujet : « Il fallait véritablement que le génie de l'auteur s'imposât avec une force singulière pour que, soixante après, son autorité continue de dominer les études historiques, hagiographiques et onomastiques en Bretagne, au point qu'aucun des ouvrages de quelque importance publiés ces dernières années sur le haut Moyen Âge breton ne manque d'y faire abondamment référence ». Lui-même a beaucoup fait référence aux travaux de ses devanciers dans sa thèse, et en particulier à ceux de Joseph Loth.

### L'historien duBeauvaisis
Parallèlement à ses travaux sur l'hagiographie bretonne, René Largillière travaille à la parution de la thèse de doctorat en droit de son ami d'enfance Pierre Leborgne, mort en 1915, portant sur l'œuvre juridique de Jean-Marie Ricard, avocat beauvaisien, né le 1er juin 1622 à Beauvais. René Lagillière enrichit l'étude de notes considérables et en fait une œuvre commune qui est éditée en 1920.
En 1919, il devient membre titulaire de la Société académique de l'Oise, dont il s'occupe de la bibliothèque et des archives. Dans le bulletin de la société, il fait paraître une série de travaux consacrés à la région de Beauvais (Voir bibliographie ci-dessous), malgré la maladie.

### Principaux apports de sa thèse

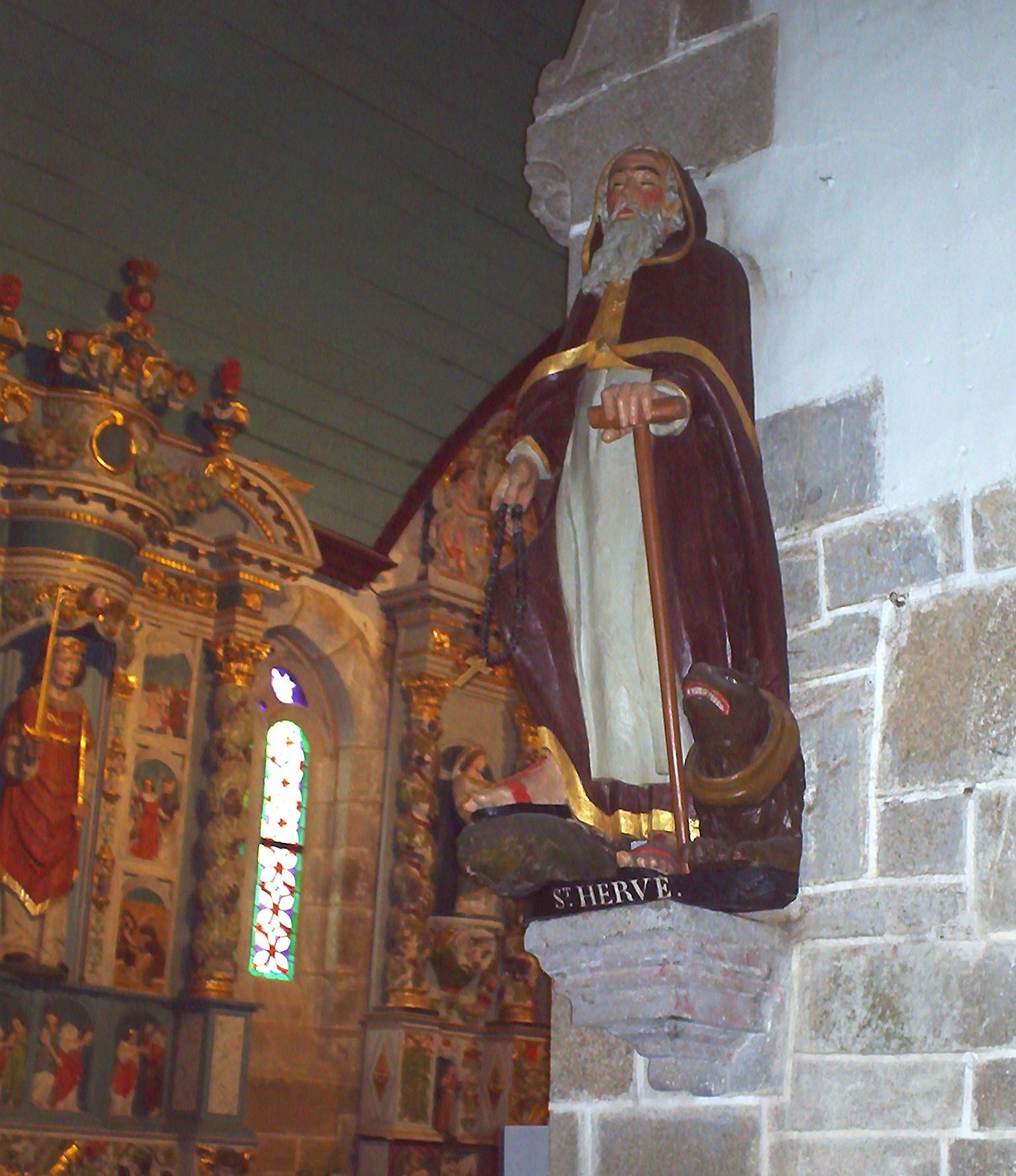
Statue de saint Hervé dans l'église de Guimiliau (29)

- Les sources utilisées dans son travail sur les saints et l'organisation chrétienne primitive dans l'Armorique bretonne sont basées sur des matériaux issus de la toponymie, de la topographie et de la géographie historique. Celle-ci s'est concentrée surtout sur un territoire de la Bretagne septentrionale appelé le Bas-Tréguier, soit la partie du Trégor comprise entre Morlaix et Lannion (englobant le nord-est du Finistère actuel et l'ouest des Côtes-d'Armor).
- Il aborde d'abord la chronologie des noms de lieux bretons : il explique en introduction que la création des toponymes avec l'élément breton Lok- (qui désigne un monastère, une chapelle ou un simple lieu de culte) remontent aux XIe – XIIIe siècles. Il en déduit l'emploi antérieur des termes Plou- (paroisse), Lann- (parfois monastère, simple chapelle, oratoire) et Tre- (hameau, village). Il montre également, toujours avec des exemples, que les noms formés uniquement d'un éponyme (Beuzec, Edern, Gueltas…) ont été constitués à toutes les époques. En revanche, les noms construits avec le mot Saint- antéposé sont généralement plus récents que ceux en Plou-, Lann- ou Tre-.
- Ils présentent ensuite les saints éponymes figurant dans les toponymes du Bas-Trégor, soit dans les noms formés sur :
  - Plou- : Plouaret, Plufur, Plouzélambre, Ploumilliau, Ploulec'h, Plestin-les-Grèves, Guimaëc, Plougasnou, Plouezoc'h, Plouégat-Guérand, Plouégat-Moysan, Plougonven, Plourin(-Tréguier), Ploujean, Ploubezre, Plougras, Plounévez-Moëdec.
  - Lan- : Lannidy, Lanneven, Lanvellec, Lannéanou, Lanleïla, Langonaval, Lannelvoez, Lancazin, Lanhourin, Lansalut, Langanen
  - Saint- ou composé d'un hagionyme seul : saint Guirec, chapelle Gwennojen, saint Ignace, saint Connay, saint Souron, saint Ener, saint Lavan, saint Loha, saint Junay, saint Logot, saint Déréno, Primel, Pergat, Louargat, Pédernec (Il fait remarquer qu'il a étudié les noms Cavan, Plounérin[7] et Pluzunet[8] dans d'autres publications).
  - René Largillière montre ainsi que les saints précédés de Plou- sont locaux et primitifs et que l'on ne connaît souvent rien d'eux. En dehors des noms de lieux, il n'existe pratiquement pas de données sur ces personnages. Leurs noms sont brittoniques et seuls les plus tardifs, estime-t-il, sont véritablement irlandais.
- Il aborde ensuite les saints honorés dans le Bas-Trégor, parmi lesquels il ne retrouve que peu de saints locaux. Le culte de ces saints se rencontre souvent ailleurs en Bretagne continentale ou insulaire : il  « s'étend à l'universalité du monde brittonique », écrit-il. Cependant, il est très délicat de faire la part entre les saints qui ont véritablement vécu sur le continent, de ceux dont le culte s'est perpétué avec les Bretons venus de l'île de Bretagne. Contrairement aux saints honorés dans les Lok-, la dissémination du culte des premiers saints n'est pas due à l'extension territoriale des abbayes, ni au transport de reliques mais à un culte véritablement fondé sur la présence du saint. * Il note d'ailleurs l'existence de lieux de culte ou de chapelles situés sur la côte auxquels répond pour le même saint un établissement dans l'arrière-pays, témoignant d'axes de pénétration.
- La mise en place des paroisses primitives en Bas-Trégor révèle que la paroisse était un vaste territoire cohérent, dont le chef-lieu n'était pas installé sur un cours d'eau, ni un sommet défensif, et pas toujours au centre, mais généralement sur un plateau à l'écart des axes de communication connus. En plus du centre aggloméré (appelé Gwik parfois), la population occupait des villages dispersés, dont les noms commencent par Tre-, Rann-, Bod-, Ker-, etc. Il existe des monastères ou des chapelles dans des Lann- ou Lok- par ailleurs, qui ont pu être érigés en trève ou paroisse ultérieurement. Et il serait anachronique de confondre les Tre- avec les fréries qui sont des circonscriptions fiscales beaucoup plus tardives. Il traite aussi le cas des enclaves de l'évêché de Dol (Lanmeur, Lanvellec, Loguivy-lès-Lannion, Locquirec, Locquénolé), qui ont été mises en place, selon lui, au détriment des paroisses primitives.

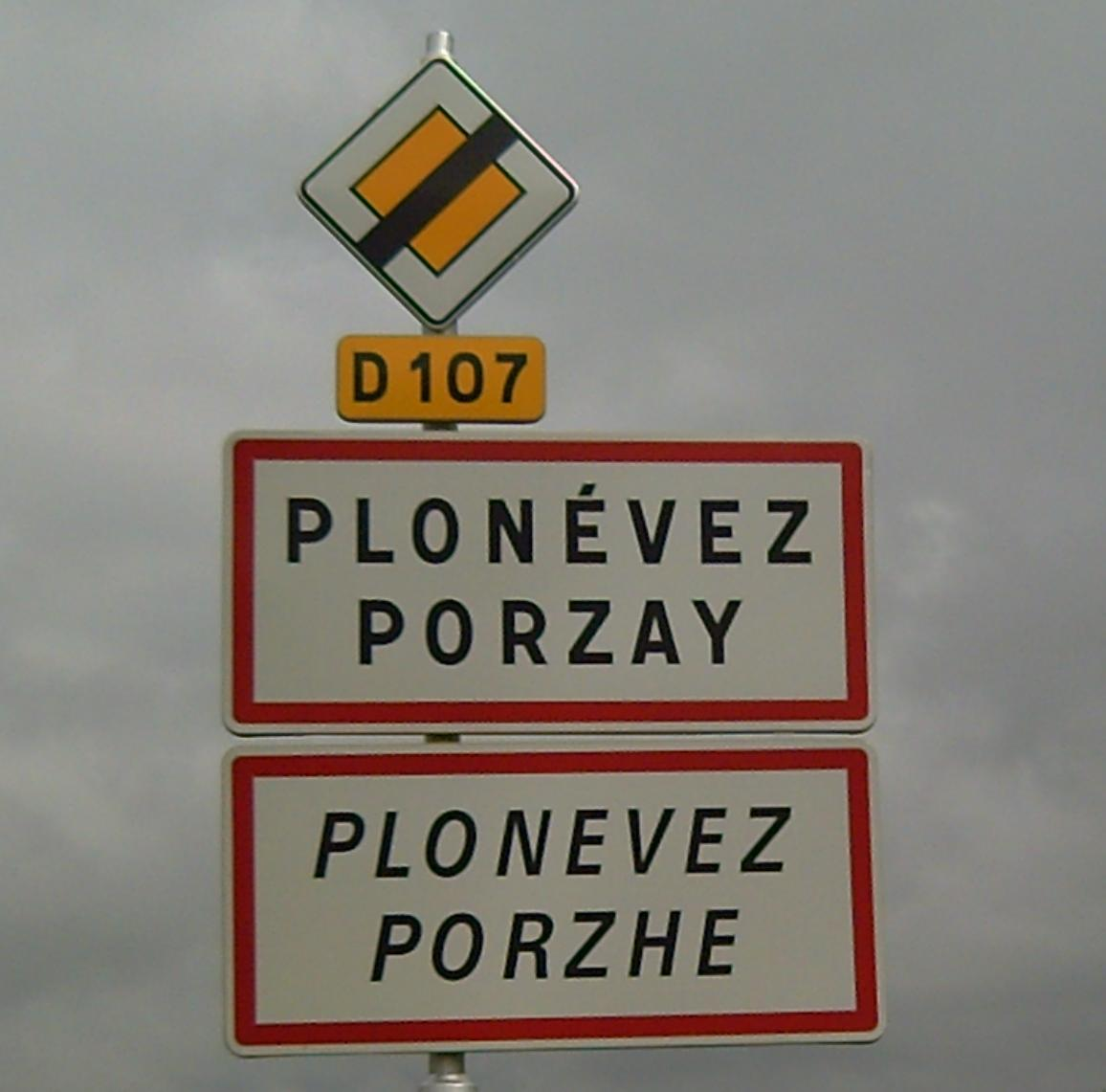
Plonévez-Porzay, l'une des Plou- ("paroisse") -Nevez ("nouvelle"), devenue commune (29)

- Vient ensuite la question de la toponymie de ces paroisses primitives. Pour lui, la Plou- correspond à une circonscription territoriale, alors que le bourg paraît plus récent et ne se confond pas avec la paroisse qui regroupe une communauté de chrétiens. Largillière rejette la paroisse comme entité civile formée lors des premières émigrations bretonnes, transposition du clan autour de son chef en Armorique, comme l'ont affirmé Aurélien de Courson ou Arthur de La Borderie avant lui. Les cités gallo-romaines, par ailleurs, avaient déjà disparu et ce qui pouvait en rester avaient été entièrement englouti par les Bretons, dit-il, du moins à l'Ouest. Les moines celtiques sont à considérer davantage comme des missionnaires, indépendants de leurs monastères, qui ne fondent pas des établissements monastiques mais des paroisses qui regroupent des fidèles. Et les saints éponymes en sont les fondateurs. Il ne s'agit en aucun cas de créations épiscopales car les évêchés diocésains n'ont été constitués que bien plus tard.
- Grâce à l'ensemble de ces données, il en conclut la chronologie des paroisses bretonnes en deux temps, dont le second a pu commencer avant la fin du premier, comme suit : 
  - Phase I (Jusqu'au milieu du IXe siècle) : les paroisses primitives sont créées en Bretagne par des moines, pour les émigrés bretons déjà installés. Quelques-unes comportent uniquement l'hagionyme dans leur nom, d'autres sont constituées d'un simple nom de lieu (Ex. : Bannalec), mais la plupart d'entre elles disposent d'un nom formé sur Plou-. Les dernières créations sont les divers Plou-Nevez (paroisses nouvelles), avant les Invasions normandes.
  - Phase II (Jusqu'à la fin du XIIe siècle) : création de paroisses par les monastères, dont les noms sont formés avec l'élément Lann- ou Lok-, ainsi que d'autres types de territoire (comme certains Tre-) qui sont érigés en paroisses. Cette période est relativement brève : Lanmeur est déjà mentionnée comme paroisse dans la pseudo charte 305 du Cartulaire de Redon qui est sans doute antérieure au XIIe siècle alors que Trédrez et Tréduder sont déjà attestées comme paroisses à l'époque de Saint Yves. Au-delà de la fin du XIIe siècle, il ne se crée guère de paroisses, hormis quelques exceptions (comme Lorient par exemple).

Le système d'organisation paroissiale spécifique à la Bretagne est alors en place pour plusieurs siècles, jusqu'au remaniement du Concordat.

## Ses écrits
- Jean-Marie Ricard, 1622-1678 : La vie d'un avocat jurisconsulte au XVIIe siècle, avec Pierre Leborgne ; P., Champion, 1920, 123 p.
- Pierre Leborgne, mort au Champ d'honneur ; Beauvais, 1921.
- La basoche à Beauvais à la fin de l'Ancien Régime" ; Beauvais, 1922.
- Six saints de la région de Plestin. Saint Haran, saint Karé, saint Tuder, saint Nérin, saint Kémo, saint Kirio. Essai d'hagiographie bretonne ; Rennes, Plihon, 1922, 95 p.
- Le Prieuré de Roc'h Hirglas en Plestin : étude... sur une charte de 1261 in Mémoires de la Société d'émulation des Côtes-du-Nord, tome LV, 1923, p. 25-34 (tiré à part Saint-Brieuc, Impr. Libr. Francique Guyon, 1924, 10 p.)
- Compte-rendu de Gaëlic Pioners of Christianity"" in Bulletin de la Société d'Histoire et d'Archéologie de Bretagne, 1923, 4e année, n° 2, p. 48 et 55.
- Les noms de lieu en Bretagne à propos d'un ouvrage récent in Revue Celtique, vol. XLI, n° 3-4, 1924, p. 361-371.
- Les nouveaux mariés de l'année, à la procession de l'Assaut à Beauvais, avant la Révolution ; Beauvais, 1924.
- Une paroisse disparue en Bretagne : Plebs Montis in Bulletin de la Société archéologique du Finistère, t. LI, 1924, pp. XII-XIV.
- Ronsard, ses amis et ses imitateurs dans le Beauvaisis ; Beauvais, M. Dubois, 1924, 45 p.
- Mélanges d'hagiographie bretonne : Saint Ethbin, saint Idunet et saint Dunet, saint Brevara, Brévalaire, Brandan, saint Avertin, saint Everzin ; Brest, Impr. de la Presse libérale, 1925.
- Locquenvel et ses Saints in Mémoires de la Société d'émulation des Côtes-du-Nord, tome VI, 1924, p. 31-32 (Saint-Brieuc, 1925).
- Les Templiers à Beauvais et leur commanderie de Saint-Pantaléon in Mémoires de la Société académique d'archéologie, sciences et arts du département de l'Oise. Compte-rendu des séances, t. 35, 1925, p. 69-70.
- La topographie du culte de saint Gildas in Mémoires de la Société d'histoire et d'archéologie de Bretagne, vol. V, 1925, p. 3-25.
- Les Saints et l'organisation chrétienne primitive dans l'Armorique bretonne ; Rennes, J. Plihon et L. Hommay, 1925, 270 p. lire en ligne sur Gallica
- Saint Corentin et ses Vies latines à propos d'une publication récente in Bulletin de la Société archéologique du Finistère, tome LII, 1925, p. 86-108 (tiré à part : Quimper, Librairie Le Goaziou, 1925, 25 p.)
- Six notices dans L'Écho paroissial de Saint-Pierre, de septembre 1925 à octobre 1926 sur les anciennes paroisses de Beauvais.
- L'église Saint-Pantaléon de Beauvais in Mémoires de la Société académique de l'Oise, t. XXV, 1926, p. 121-149.
- Une fontaine oracle en Bretagne in Revue d'ethnographie et de traditions populaires ; P., 1926, p. 327-342.
- Gwenc'hlan in Annales de Bretagne, 37, 2, 1925-1926, p. 288-308.

Posthume :
- Le Minihi-Briac in Annales de Bretagne, 37 bis, 1927, p. 99-107 (tiré à part lire en ligne sur Gallica dans les Mélanges bretons et celtiques offerts à Joseph Loth, hors série Annales de Bretagne ; Rennes, J. Plihon et L. Hommay - P., H. Champion, 1927, p. 99-107)
- Les minihys in Mémoires de la Société d'histoire et d'archéologie de Bretagne, tome VIII, 1927, p. 183-216.
- Saint Gonéri in Mémoires de la Société d'émulation des Côtes-du-Nord, tome 59, 1927, p. 13.
- Relecq-Merzer in Mémoires de l'Association bretonne, Congrès de Quimperlé, 1928, p. 35.
- Le dialogue entre Arthur et Guinglaff in Annales de Bretagne, 38, 4, 1928-1929, p. 627-674.
- Pénity in Bulletin de la Société archéologique du Finistère, t. LXII, 1930, p. 18-30.
- La topographie du cartulaire de Landévennec in Bulletin de la Société archéologique du Finistère, t. 69, 1942, p. 29-68 (conférence faite à la séance de la société du 27 mars 1924).